# 北上川大賞典
北上川大賞典（きたかみがわだいしょうてん）は岩手県競馬組合が水沢競馬場ダート2500mで施行する地方競馬の重賞競走（M2）である。正式名称は「奥州市長杯 北上川大賞典」、奥州市が優勝杯を提供している。競走名は東北地方で最も長い河川である北上川から。

## 概要
1978年にサラブレッド系4歳（現3歳）以上の旧・盛岡競馬場「黄金競馬場」の岩手所属馬限定の重賞競走「北上川大賞典」として創設で、創設当初はダート2450m。現在、岩手競馬の競走の中で最長距離であるダート重賞である。1979年は水沢競馬場のダート2500mに変更されたが、1980年からは旧・盛岡競馬場のダート2500mに変更された。
1991年からは水沢競馬場のダート2500mに変更されるも、1993年からは再び旧・盛岡競馬場のダート2500mに戻す。1996年からは現在の盛岡競馬場「OROパーク」の開催に移行された。
2000年からは東北交流競走として施行、上山所属、新潟所属の競走馬が出走可能になり、2002年からは東日本・九州地区交流競走として施行され、2004年からは岩手めんこいテレビから優勝杯の提供を受け、名称を「MIT杯 北上川大賞典」に変更された。2005年からは地方競馬全国交流競走として施行された。
2007年からは水沢競馬場のダート2500mに変更され、更に優勝杯の提供が岩手めんこいテレビから産業経済新聞社（産経新聞社）に変わり、名称を「MIT杯 北上川大賞典」から「サンケイスポーツ杯 北上川大賞典」に変更された。それまで産業経済新聞社は青藍賞（1993年 - 2006年）で優勝杯を提供していた。なお、岩手めんこいテレビは2007年からは岩手ダービーダイヤモンドカップの優勝杯を提供している。
2008年のみ岩手古馬三冠の第2戦に指定された。2009年は施行場が現・盛岡競馬場に変更されたが、2010年からは再び施行場を水沢競馬場に戻され、更に優勝杯の提供を産業経済新聞社から奥州市に変更され、名称を「サンケイスポーツ杯 北上川大賞典」から「奥州市長杯 北上川大賞典」に変更。なお、地方全国交流競走からは除外され、岩手以外の地方所属馬は出走不可となった。
2016年に岩手競馬で重賞格付け制度が開始され、M2に格付けされた。
2021年に盛岡競馬場のダート2500mに戻され、名称を「奥州市長杯 北上川大賞典」から「盛岡市長杯 北上川大賞典」に変更。2022年に施行距離が2600mに延長されたが、2024年に水沢競馬場2500mに変更された。なお、2024年からすずらん賞が本競走のトライアル競走となっている。
本競走は2007年から2013年までスタリオンシリーズ競走に指定されており、2007年は「クロフネ賞」、2008年は「ゴールドアリュール賞」、2009年は「ネオユニヴァース賞」、2010年は「アドマイヤドン賞」、2011年は「ファルブラヴ賞」、2012年及び2013年は「ソングオブウインド賞」として優勝馬の馬主に副賞として種牡馬の配合権利が贈られた。

### 条件・賞金等（2024年）
出走条件
サラブレッド系3歳以上、岩手所属。
- すずらん賞の2着以上の馬に優先出走権がある。

負担重量
定量。3歳55kg、4歳以上57kg（牝馬2kg減）。
賞金等
賞金額は1着350万円、2着122万5000円、3着70万円、4着45万5000円、5着24万5000円で、着外手当は1万7500円。
副賞
奥州市長賞、岩手県馬事振興会会長賞、岩手県馬主会会長賞、開催執務委員長賞。

## 歴史
- 1978年 - 旧・盛岡競馬場「黄金競馬場」のダート2450mの4歳（現3歳）以上の岩手所属馬限定の重賞競走「北上川大賞典」として創設。
- 1979年 - 施行場を水沢競馬場のダート2500mに変更。
- 1980年
  - 施行場を旧・盛岡競馬場のダート2500mに変更。
  - スリーパレードが史上初の連覇。
  - 村上初男が調教師をして史上初の連覇。
- 1986年 - 小竹清一が騎手として史上初の連覇。
- 1987年
  - ボールドマツクスが史上初の3連覇。
  - 千葉忠一が調教師として史上初の4連覇。
- 1991年 - 施行場を水沢競馬場のダート2500mに変更。
- 1992年 - グレートホープが史上2頭目の3連覇。
- 1993年 - 施行場を旧・盛岡競馬場のダート2500mに戻す。
- 1994年
  - トウケイニセイが史上4頭目の連覇。
  - 菅原勲が騎手として史上初の5連覇。
  - 小西重征が調教師として史上初の5連覇。
- 1996年
  - この年から現在の盛岡競馬場「OROパーク」の開催に移行。
  - モリユウプリンスが史上5頭目の連覇。
  - 千葉四美が調教師として史上4人目の連覇。
- 1997年 - ユウユウサンボーイが1990年12月29日の全日本3歳優駿以来、2522日ぶりに重賞勝利を果たす。
- 1999年
  - メイセイオペラが史上6頭目の連覇。
  - 菅原勲が騎手として史上2度目の連覇。
  - 佐々木修一が調教師として史上5人目の連覇。
- 2000年 - この年から東北地区交流競走として施行、出走条件を「サラブレッド系4歳（現3歳）以上の岩手・上山・新潟所属馬」に変更。
- 2001年
  - 馬齢表示の国際基準への変更に伴い、出走条件を「サラブレッド系4歳以上の岩手・上山・新潟所属馬」から「サラブレッド系3歳以上の岩手・上山・新潟所属馬」に変更。
  - グローバルゴットが史上7頭目の連覇。
  - 櫻田浩三が調教師として史上6人目の連覇。
- 2002年
  - この年から東日本・九州地区交流競走として施行、出走条件を「サラブレッド系3歳以上の北海道・岩手・上山・北関東・南関東・九州所属馬」に変更。
  - バンケーティングがコースレコード2分39秒6で優勝。
- 2004年 - 岩手めんこいテレビから優勝杯の提供を受け、名称を「MIT杯 北上川大賞典」に変更。
- 2005年 - この年から地方競馬全国交流競走として施行、出走条件を「サラブレッド系3歳以上の地方所属馬」に変更。
- 2006年 - 大井のコアレスハンターが他地区の地方所属馬として史上初の優勝。
- 2007年
  - 施行場を水沢競馬場のダート2500mに変更。
  - 優勝杯の提供を岩手めんこいテレビから産業経済新聞社に変更。それに伴い、名称を「MIT杯 北上川大賞典」から「サンケイスポーツ杯 北上川大賞典」に変更。
  - スタリオンシリーズ競走に指定。
- 2008年 - 当年のみ、岩手古馬三冠の第2戦に指定。
- 2009年 - 施行場を盛岡競馬場のダート2500mに変更。
- 2010年
  - 施行場を水沢競馬場のダート2500mに戻す。
  - 出走条件を「サラブレッド系3歳以上の地方所属馬」から「サラブレッド系3歳以上の岩手所属馬」に変更。
  - 優勝杯の提供が産業経済新聞社から奥州市に変更。それに伴い、名称を「サンケイスポーツ杯 北上川大賞典」から「奥州市長杯 北上川大賞典」に変更。
  - メイホウホップが2005年9月13日の兼六園ジュニアカップ以来、1881日ぶりに重賞勝利を果たす。
  - 村上忍が騎手として史上3人目の連覇。
- 2011年 - 東日本大震災で水沢競馬場が被災したため、盛岡競馬場で開催。
- 2019年 - 岩手競馬所属の競走馬より禁止薬物が検出されたことにより、11月18日からの岩手競馬の開催が中止となり、12月2日に開催予定だった北上川大賞典も開催中止となった。
- 2021年
  - 施行場を盛岡競馬場のダート2500mに戻す。
  - レース名を「盛岡市長杯 北上川大賞典」に変更。
- 2022年 - 施行距離が盛岡競馬場のダート2600mに延長される。
- 2024年 - 施行場を水沢競馬場のダート2500mに変更。それに伴い、名称を「奥州市長杯 北上川大賞典」に変更[5]。

## 歴代優勝馬
1995年までの盛岡は旧・盛岡競馬場。
| 回数   | 施行年月日     | 競馬場 | 距離  | 優勝馬             | 性齢 | 所属   | タイム | 優勝騎手 | 管理調教師 |
| ------ | -------------- | ------ | ----- | ------------------ | ---- | ------ | ------ | -------- | ---------- |
| 第1回  | 1978年10月22日 | 盛岡   | 2450m | トウシヨウロツク   | 牡7  | 岩手   | 2:40.1 | 城戸義人 | 千葉忠一   |
| 第2回  | 1979年7月22日  | 水沢   | 2500m | スリーパレード     | 牡7  | 岩手   | 2:44.1 | 村上昌幸 | 村上初男   |
| 第3回  | 1980年11月9日  | 盛岡   | 2500m | スリーパレード     | 牡8  | 岩手   | 2:42.5 | 千田知幸 | 村上初男   |
| 第4回  | 1981年8月30日  | 盛岡   | 2500m | イチコンコルドオウ | 牡7  | 岩手   | 2:43.9 | 伊藤和   | 佐々木豊   |
| 第5回  | 1982年11月7日  | 盛岡   | 2500m | トウケイホープ     | 牡6  | 岩手   | 2:47.9 | 村上実   | 千葉忠一   |
| 第6回  | 1983年11月6日  | 盛岡   | 2500m | ダイエイアカギ     | 牡5  | 岩手   | 2:46.3 | 小竹清一 | 佐々木豊   |
| 第7回  | 1984年11月3日  | 盛岡   | 2500m | ゴールデンモンド   | 牡5  | 岩手   | 2:45.2 | 千葉次男 | 千葉忠一   |
| 第8回  | 1985年11月3日  | 盛岡   | 2500m | ボールドマツクス   | 牡5  | 岩手   | 2:43.4 | 小竹清一 | 千葉忠一   |
| 第9回  | 1986年10月26日 | 盛岡   | 2500m | ボールドマツクス   | 牡6  | 岩手   | 2:45.8 | 小竹清一 | 千葉忠一   |
| 第10回 | 1987年10月25日 | 盛岡   | 2500m | ボールドマツクス   | 牡7  | 岩手   | 2:45.7 | 三野宮通 | 千葉忠一   |
| 第11回 | 1988年11月6日  | 盛岡   | 2500m | トウケイフリート   | 牡5  | 岩手   | 2:46.3 | 菅原勲   | 村上実     |
| 第12回 | 1989年11月19日 | 盛岡   | 2500m | エンゼルトーン     | 牡5  | 岩手   | 2:45.5 | 織笠光幸 | 酒井清     |
| 第13回 | 1990年11月18日 | 盛岡   | 2500m | グレートホープ     | 牡4  | 岩手   | 2:47.0 | 菅原勲   | 小西重征   |
| 第14回 | 1991年11月23日 | 水沢   | 2500m | グレートホープ     | 牡5  | 岩手   | 2:45.1 | 菅原勲   | 小西重征   |
| 第15回 | 1992年11月23日 | 水沢   | 2500m | グレートホープ     | 牡6  | 岩手   | 2:49.9 | 菅原勲   | 小西重征   |
| 第16回 | 1993年10月24日 | 盛岡   | 2500m | トウケイニセイ     | 牡6  | 岩手   | 2:45.3 | 菅原勲   | 小西重征   |
| 第17回 | 1994年11月6日  | 盛岡   | 2500m | トウケイニセイ     | 牡7  | 岩手   | 2:46.3 | 菅原勲   | 小西重征   |
| 第18回 | 1995年11月5日  | 盛岡   | 2500m | モリユウプリンス   | 牡6  | 岩手   | 2:47.4 | 小林俊彦 | 千葉四美   |
| 第19回 | 1996年11月24日 | 盛岡   | 2500m | モリユウプリンス   | 牡7  | 岩手   | 2:44.5 | 菊池武   | 千葉四美   |
| 第20回 | 1997年11月24日 | 盛岡   | 2500m | ユウユウサンボーイ | 牡9  | 岩手   | 2:41.6 | 三野宮通 | 遠藤陸夫   |
| 第21回 | 1998年11月22日 | 盛岡   | 2500m | メイセイオペラ     | 牡4  | 岩手   | 2:43.4 | 菅原勲   | 佐々木修一 |
| 第22回 | 1999年11月23日 | 盛岡   | 2500m | メイセイオペラ     | 牡5  | 岩手   | 2:46.5 | 菅原勲   | 佐々木修一 |
| 第23回 | 2000年11月19日 | 盛岡   | 2500m | グローバルゴット   | 牡6  | 岩手   | 2:46.5 | 佐藤雅彦 | 櫻田浩三   |
| 第24回 | 2001年11月25日 | 盛岡   | 2500m | グローバルゴット   | 牡7  | 岩手   | 2:47.4 | 小林俊彦 | 櫻田浩三   |
| 第25回 | 2002年11月24日 | 盛岡   | 2500m | バンケーティング   | 牡4  | 岩手   | 2:39.6 | 菅原勲   | 平澤芳三   |
| 第26回 | 2003年11月24日 | 盛岡   | 2500m | デンゲキヒーロー   | 牡4  | 岩手   | 2:41.9 | 佐々木忍 | 櫻田浩三   |
| 第27回 | 2004年11月7日  | 盛岡   | 2500m | ウツミジョーダン   | 牡4  | 岩手   | 2:42.6 | 小林俊彦 | 村上佐重喜 |
| 第28回 | 2005年11月6日  | 盛岡   | 2500m | エアウィード       | 牡5  | 岩手   | 2:47.7 | 菅原勲   | 鈴木七郎   |
| 第29回 | 2006年11月5日  | 盛岡   | 2500m | コアレスハンター   | 牡9  | 大井   | 2:46.3 | 関本淳   | 高橋三郎   |
| 第30回 | 2007年11月25日 | 水沢   | 2500m | テンショウボス     | 牡4  | 岩手   | 2:44.2 | 小林俊彦 | 佐々木修一 |
| 第31回 | 2008年11月24日 | 水沢   | 2500m | ジュークジョイント | 牡7  | 北海道 | 2:46.2 | 岩橋勇二 | 成田春男   |
| 第32回 | 2009年10月25日 | 盛岡   | 2500m | リュウノキングダム | 牡4  | 船橋   | 2:44.6 | 村上忍   | 齊藤敏     |
| 第33回 | 2010年11月7日  | 水沢   | 2500m | メイホウホップ     | 牡7  | 岩手   | 2:47.0 | 村上忍   | 村上佐重喜 |
| 第34回 | 2011年11月6日  | 盛岡   | 2500m | マイネルビスタ     | 牡7  | 岩手   | 2:50.0 | 菅原勲   | 関本浩司   |
| 第35回 | 2012年12月9日  | 水沢   | 2500m | マイネヴィント     | 牝5  | 岩手   | 2:43.2 | 村上忍   | 菅原勲     |
| 第36回 | 2013年12月8日  | 水沢   | 2500m | モズ               | 牡6  | 岩手   | 2:43.3 | 高橋悠里 | 佐藤祐司   |
| 第37回 | 2014年12月7日  | 水沢   | 2500m | ナムラタイタン     | 牡8  | 岩手   | 2:41.8 | 坂口裕一 | 村上昌幸   |
| 第38回 | 2015年12月6日  | 水沢   | 2500m | ライズライン       | 牡4  | 岩手   | 2:45.4 | 村上忍   | 千葉幸喜   |
| 第39回 | 2016年12月4日  | 水沢   | 2500m | ナリタポセイドン   | 牡7  | 岩手   | 2:50.2 | 関本淳   | 板垣吉則   |
| 第40回 | 2017年12月3日  | 水沢   | 2500m | ダイワエクシード   | 牡5  | 岩手   | 2:47.4 | 村上忍   | 千葉幸喜   |
| 第41回 | 2018年12月3日  | 水沢   | 2500m | エンパイアペガサス | 牡5  | 岩手   | 2:45.0 | 菅原俊吏 | 佐藤祐司   |
| 第42回 | 2020年12月7日  | 水沢   | 2500m | エンパイアペガサス | 牡7  | 岩手   | 2:44.9 | 村上忍   | 佐藤祐司   |
| 第43回 | 2021年11月21日 | 盛岡   | 2500m | エンパイアペガサス | 牡8  | 岩手   | 2:43.0 | 山本政聡 | 佐藤祐司   |
| 第44回 | 2022年11月20日 | 盛岡   | 2600m | ジェイケイブラック | 牡6  | 岩手   | 2:49.7 | 山本政聡 | 石川栄     |
| 第45回 | 2023年11月19日 | 盛岡   | 2600m | ノーブルサターン   | 牡9  | 岩手   | 2:50.0 | 高松亮   | 板垣吉則   |
| 第46回 | 2024年11月24日 | 水沢   | 2500m | サクラトップキッド | 牡3  | 岩手   | 2:47.0 | 陶文峰   | 伊藤和忍   |

※馬齢は2000年以前についても現表記を用いる。

### 各回競走結果の出典
- 北上川大賞典 歴代優勝馬 - 地方競馬全国協会